# José Luis Abilleira
José Luis Abilleira Balboa é um ex ciclista profissional espanhol. Nasceu em Madri  a 27 de outubro de 1947. Foi profissional entre 1969 e 1976 ininterruptamente.
Era um destacado escalador, como demonstrou ganhando o prêmio da montanha na Volta a Espanha, Volta a Portugal, Volta às Astúrias e Volta aos Vales Mineiros, Volta a Levante, Volta ao País Basco, Volta a Mallorca, Volta a Menorca, Volta à Catalunha, Semana Catalã de Ciclismo etc.

## Palmarés
- 1969
  - Clássica dos Portos
  - Campeonato da Espanha de Contrarrelógio por equipas

- 1972
  - 1 etapa da Volta a Menorca

- 1973
  - Classificação da montanha da Volta a Espanha 
  - Classificação da montanha da Volta a Portugal
  - 1 etapa da Volta às Astúrias
  - 2.º no Campeonato da Espanha em Estrada

- 1974
  - Classificação da montanha da Volta a Espanha  e a classificação da combinada

- 1975
  - 3.º no Campeonato da Espanha de Montanha

## Resultados em Grandes Voltas
| Competição      | 1969 | 1970 | 1971 | 1972 | 1973 | 1974 | 1975 | 1976 |
| --------------- | ---- | ---- | ---- | ---- | ---- | ---- | ---- | ---- |
| Giro d'Italia   | -    | -    | -    | -    | -    | -    | -    | -    |
| Tour de France  | -    | -    | -    | -    | Ab.  | 60.º | -    | -    |
| Volta a Espanha | -    | -    | 25.º | 22.º | 15.º | 13.º | 22.º | Ab.  |